# His Lordship Billy Smoke
His Lordship Billy Smoke è un cortometraggio muto del 1913 diretto da R.T. Thornby (Robert Thornby).

## Produzione
Il film fu prodotto dalla Vitagraph Company of America.

## Distribuzione
Distribuito dalla General Film Company, il film - un cortometraggio in una bobina - uscì nelle sale cinematografiche statunitensi il 2 settembre 1913.